# Rivulus tenuis
 Rivulus tenuis és un peix de la família dels rivúlids i de l'ordre dels ciprinodontiformes.

## Morfologia
Els mascles poden arribar als 6,5 cm de longitud total.

## Distribució geogràfica
Es troba a Guatemala, Mèxic, Belize i Hondures.